# Distigmoptera
Distigmoptera es un género de escarabajos de la familia Chrysomelidae. En 1943 Blake describió el género. Esta es la lista de especies que lo componen:
- Distigmoptera antennata[2]
- Distigmoptera apicalis
- Distigmoptera borealis
- Distigmoptera falli
- Distigmoptera foveolata
- Distigmoptera impennata
- Distigmoptera mesochorea
- Distigmoptera pilosa
- Distigmoptera schwarzi
- Distigmoptera texana